# Brachytarsomys villosus
Brachytarsomys villosus is een zoogdier uit de familie van de Nesomyidae. De wetenschappelijke naam van de soort werd voor het eerst geldig gepubliceerd door Petter in 1962.